# 냄새 (영화)
냄새(Scent)는 한국에서 제작된 김은진 감독의 2018년 영화이다. 박준면 등이 주연으로 출연하였다.

## 출연

### 주연
- 박준면
- 윤성원

### 조연
- 박현민

## 제작진
- 촬영감독: 정귀호